# Steufzger Weiher
Der Steufzger Weiher ist ein Weiher in Kempten (Allgäu). Der Weiher liegt direkt westlich des Heussrings sowie südlich des Gewerbegebiets an der Lindauer Straße. Er hat eine Fläche von 0,46 ha. Direkt am See sowie am südlich vorbeiführenden Margaretha- und Josefinenweg liegt ein Bolzplatz.
Der Weiher, der erst mit der Erschließung des Stadtteils Steufzgen mit einer dichten Bebauung zum Ende der 1960er bzw. zu Beginn der 1970er entstand, liegt gut 900 Meter ostnordöstlich des Stadtweihers. Grundeigentümerin ist die Stadt Kempten, die den Weiher verpachtet.